# (52422) LPL
(52422) LPL est un astéroïde de la ceinture principale.

## Description
(52422) LPL est un astéroïde de la ceinture principale. Il fut découvert le 7 juin 1994 à Kitt Peak par le projet Spacewatch. Il présente une orbite caractérisée par un demi-grand axe de 3,14 UA, une excentricité de 0,17 et une inclinaison de 23,9° par rapport à l'écliptique.

## Compléments